# کولرویت

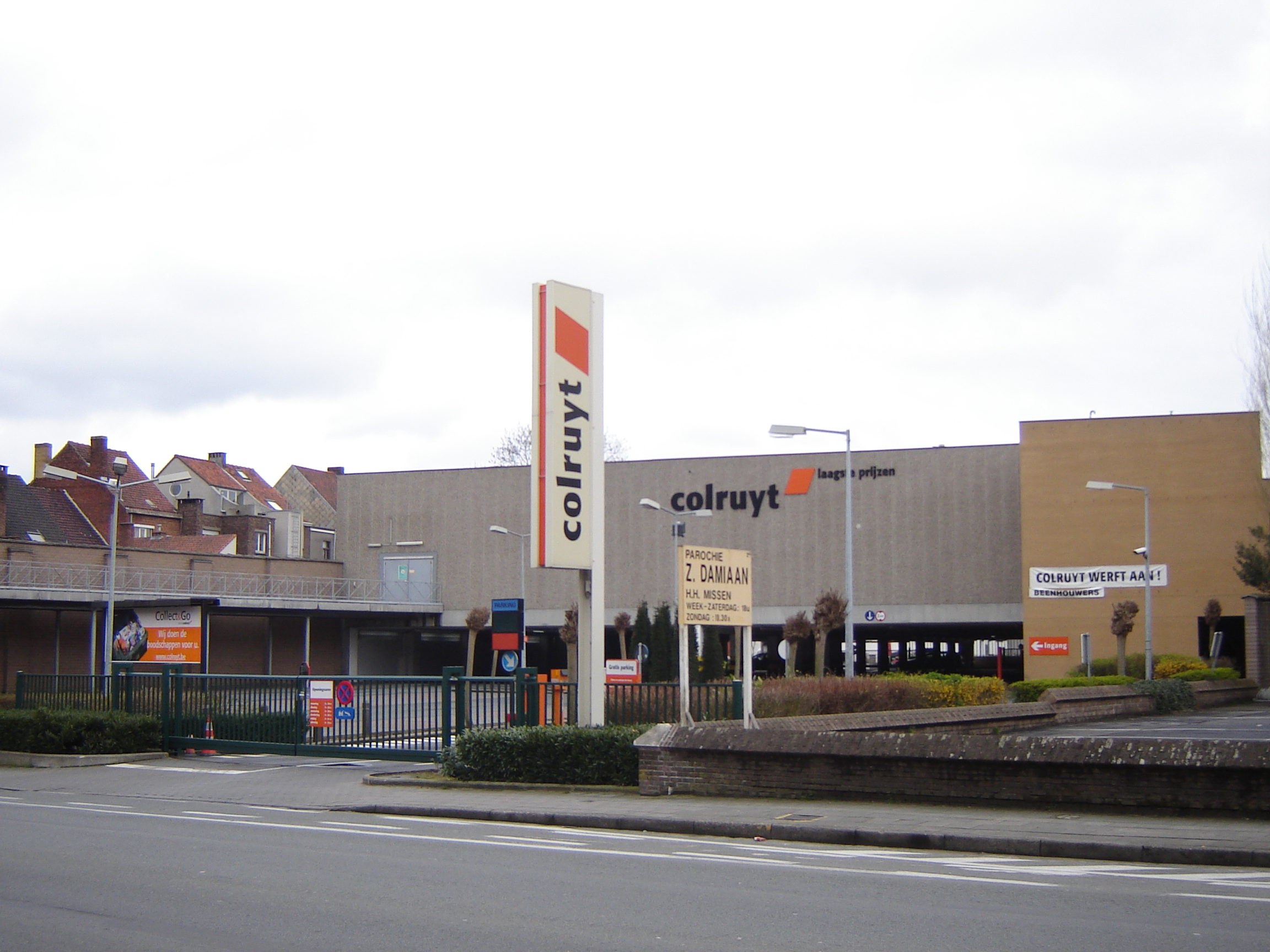
شعبه‌ای از کولرویت، در کورتریک، بلژیک

گروه کولرویت (به هلندی: Colruyt) کورپریشن خرده‌فروشی بلژیکی است، که متعلق به یکی از ثروتمندترین خانواده‌های بلژیک؛ خانواده کولرویت می‌باشد. شعبه مرکزی شرکت کولرویت در شهر ال، بلژیک قرار دارد.
این شرکت در سال ۱۹۲۵ توسط فرانتس کولرویت تأسیس شد. شهرت کولریت بیشتر به دلیل وسعت فروشگاه‌های زنجیره‌اش می‌باشد. شبکه فروشگاه‌های زنجیره‌ای و سوپرمارکت‌های تخفیف‌دار کولرویت، در کشورهای بلژیک، فرانسه، لوکزامبورگ و هلند دارای شعبات گوناگون است. این شرکت علاوه بر فروشگاه‌های زنجیره ای مواد غذایی، صاحب فروشگاه‌های زنجیره‌ای اسباب‌بازی دریم لند، فروشگاه‌های محصولات ارگانیک بایو پلنت و بسیاری دیگر از مجموعه‌های خرده‌فروشی است.